# KNB (Geheimdienst)
Das Nationale Sicherheitskomitee der Republik Kasachstan (kasachisch Қазақстан Республикасы Ұлттық Қауіпсіздік Комитеті, russisch Комитет национальной безопасности Республики Казахстан, englisch National Security Committee of the Republic of Kazakhstan (NSC); häufige Abkürzung KNB) ist der nationale Inlandsnachrichtendienst Kasachstans.

## Geschichte
Das Nationale Sicherheitskomitee wurde auf einen Gesetzesbeschluss aus dem Dezember 1991 gegründet und sollte den KGB, den ehemaligen Geheimdienst der Sowjetunion auf dem Gebiet Kasachstans, ersetzen. Der neue Geheimdienst beschäftigte weiterhin dieselben Mitarbeiter, die bereits der KGB zuvor in der Kasachischen SSR beschäftigt hatte und auch der erste Vorsitzende des Sicherheitskomitee, Bulat Baijekenow, war bereits für den KBG tätig gewesen.
Am 13. Juli 1992 wurde von Präsident Nursultan Nasarbajew ein Dekret unterzeichnet, das die Transformation des KGB in der Republik Kasachstan in das Nationale Sicherheitskomitee der Republik Kasachstan regelte.

## Struktur
Dem Nationalen Sicherheitskomitee sind unter anderem der Grenzschutzdienst des Nationalen Sicherheitskomitees der Republik Kasachstan und die Spezialeinheit Arystan unterstellt. In Almaty befindet sich die Akademie des Nationalen Sicherheitskomitees.

## Kritik
Laut Amnesty International geht der KNB mit Antiterrormaßnahmen gegen Minderheiten vor, denen unterstellt wird, dass sie die nationale und regionale Sicherheit gefährden könnten. Besonders betroffene Gruppen waren Asylsuchende und Flüchtlinge aus Usbekistan sowie Mitglieder oder vermeintliche Mitglieder islamischer Gruppierungen oder islamistischer Parteien, die in Kasachstan entweder nicht registriert oder verboten sind. Einige in der Öffentlichkeit stehende politische Personen, die bei Einsätzen gegen Korruption ins Visier des KNB geraten waren, wurden willkürlich und ohne Kontakt zur Außenwelt in Haft gehalten.
In der causa Älijew um den ehemaligen Schwiegersohn des kasachischen Präsidenten, Rachat Älijew, und den ehemaligen Chef des KNB, Älnur Mussajew, versuchte der Geheimdienst nach Erkenntnissen des Bundesamtes für Verfassungsschutz und Terrorismusbekämpfung mehrmals den Fall zu beeinflussen. So gab es zwischen Juli und September 2008 insgesamt drei Entführungsversuche gegen Mussajew und Wadim Koschljak, einen Vertrauten Älijews, die vom kasachischen Geheimdienst finanziert und organisiert wurden. Außerdem versuchte der KNB in dem Verfahren auf die österreichische Justiz und Politik Einfluss zu nehmen.

## Vorsitzende
| Nr. | Name                    | Beginn der Amtszeit | Ende der Amtszeit |
| --- | ----------------------- | ------------------- | ----------------- |
| 1   | Bolat Bajekenow         | Oktober 1991        | Dezember 1993     |
| 2   | Sät Toqpaqbajew         | Dezember 1993       | November 1995     |
| 3   | Schengisbek Schumabekow | November 1995       | Mai 1997          |
| 4   | Älnur Mussajew          | Mai 1997            | September 1998    |
| 5   | Nurtai Äbiqajew         | September 1998      | August 1999       |
| 6   | Älnur Mussajew          | August 1999         | Mai 2001          |
| 7   | Marat Täschin           | Mai 2001            | Dezember 2001     |
| 8   | Nartai Dütbajew         | Dezember 2001       | 22. Februar 2006  |
| 9   | Amangeldi Schabdarbajew | 2. März 2006        | 7. Dezember 2009  |
| 10  | Ädil Schajachmetow      | 9. Dezember 2009    | 23. August 2010   |
| 11  | Nurtai Äbiqajew         | 23. August 2010     | 25. Dezember 2015 |
| 12  | Wladimir Schumaqanow    | 25. Dezember 2015   | 8. September 2016 |
| 13  | Kärim Mässimow          | 8. September 2016   | 5. Januar 2022    |
| 14  | Jermek Saghymbajew      | 5. Januar 2022      |                   |